# Алексеевка (Болховский район)
Алексеевка — опустевшая деревня в Болховском районе Орловской области. Входит в состав Новосинецкого сельского поселения. Население — 0 чел. (2010).

## География
Деревня находится в северной части Орловской области, в лесостепной зоне, в пределах центральной части Среднерусской возвышенности. Расположена рядом с деревнями Домашовка, Кирпичи, Сомова.
Часовой пояс
Деревня Алексеевка, как и вся Орловская область, находится в часовой зоне МСК (московское время). Смещение применяемого времени относительно UTC составляет +3:00.
Климат
близок к умеренно-холодному, количество осадков является значительным, с осадками даже в засушливый месяц. Среднегодовая норма осадков — 627 мм. Среднегодовая температура воздуха в Болховском районе — 5,1 °C.

## Население
Проживает (на 2017—2018 гг.) 1 житель, от 30 до 50 лет.
| 2010 |
| ---- |
| 0    |

## Инфраструктура
Нет данных

## Транспорт
Просёлочные дороги.